# Джейн Пірс
Джейн Мінс Пірс (до шлюбу Епплтон ; 12 березня 1806 — 2 грудня 1863), перша леді США з 1853 по 1857 рік, дружина президента Франкліна Пірса. Не люблячи політику, була незадоволена цією роллю, часто не в змозі виконувати свої обов’язки, оскільки страждала від поганого здоров’я, а також від горя через смерть у дитинстві всіх трьох їхніх синів.

## Раннє життя
Джейн Епплтон народилася в Гемптоні, штат Нью-Гемпшир, у сім'ї преподобного Джессі Епплтона, служителя конгрегації, і Елізабет Мінс-Епплтон. Вона була мініатюрною, тендітною, сором’язливою, меланхолійною фігурою і третьою з їх шести дітей. Після смерті свого батька, президента коледжу Боудойн незадовго до того, як Франклін вступив туди, Еплтон переїхала в 13 років у особняк своїх багатих бабусі й дідуся по материнській лінії в Амхерсті. Навчаючись у школі в Кіні, штат Нью-Гемпшир, вона в молодому віці виявила інтерес до літератури. 
Епплтон була побожно релігійною і стриманою. Вона була дещо худою, постійно хворіла на туберкульоз і психологічні недуги.

## Шлюб і сім'я
Зять Епплтона, Алфеус С. Пакард, був одним із інструкторів Франкліна Пірса в Боудіні. Передбачається, що Епплтон познайомилася з Пірсом через цю асоціацію Боудойна. Майже 30-річний Франклін одружився з 28-річною Джейн 19 листопада 1834 року в будинку бабусі й дідуся нареченої в Амхерсті, штат Нью-Гемпшир. Сім'я Джейн була проти союзу через політичні амбіції Пірса. Невелику церемонію провів преподобний Сайлас Ейкен, шурин Джейн. Пара провела шість днів медового місяця  у пансіоні Софії Сауттурт поблизу Вашингтона, округ Колумбія.
Франклін і Джейн Пірс мали трьох синів, усі вони померли в дитинстві. Франклін-молодший (2–5 лютого 1836) помер у дитинстві, а Френк Роберт (27 серпня 1839 – 14 листопада 1843) помер у віці чотирьох років від епідемічного висипного тифу. Бенджамін (13 квітня 1841 — 6 січня 1853) загинув у віці 11 років у залізничній аварії.

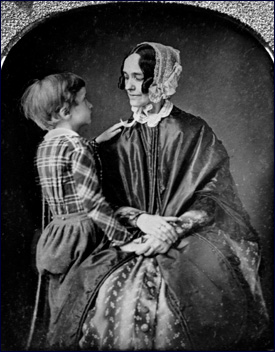
Джейн Пірс зі своїм останнім сином Бенджаміном Пірсом

Джейн Пірс ненавиділа політику і особливо не любила Вашингтон, округ Колумбія. Її неприязність до політики створила напругу, яка тривала протягом усього політичного сходження Франкліна Пірса. Франклін був членом Палати представників США на той час, коли Джейн одружилася з ним. У 1837 році він став сенатором США, і Джейн була змушена стати політичною дружиною, якою вона ніколи не хотіла бути. Джейн закликала чоловіка залишити місце в Сенаті та повернутися до Нью-Гемпшира, що він і зробив у 1842 році. Вона звинувачувала політику у всіх неприємностях свого життя, включаючи смерть дитини та надмірне вживання алкоголю Франкліном. 
Франклін Пірс брав участь у мексикансько-американській війні і отримав звання бригадного генерала. Після його повернення додому Пірси спокійно жили в Конкорді, штат Нью-Гемпшир, чотири роки. У 1848 році президент Джеймс Нокс Полк запропонував Франкліну призначити його генеральним прокурором США; проте через заперечення Джейн він відмовився. Було також запропоновано місце в Сенаті США та посада губернатора Нью-Гемпшира, і він знову відмовився від цих посад через сімейні причини. 

## Перша леді США
У 1852 році Франклін Пірс отримав кандидатуру Демократичної партії на пост президента; коли Джейн почула новину, вона знепритомніла. Франклін переконав Джейн, що якщо він стане президентом, їхній син Бенні, швидше за все, досягне успіху.
Подружжя Пірсів, мабуть, відчували щиру прихильність одне до одного, але часто сварилися — віддаючи перевагу приватному життю, Джейн виступала проти рішення балотуватися на пост президента — і поступово вони розходилися. Коли Бенні загинув у залізничній аварії перед присягою 6 січня 1853 року, Джейн повірила, що Бог був незадоволений політичними амбіціями її чоловіка.  4 березня відбулася інавгурація президента, і Джейн не була присутня на церемонії як перша леді. Під час президентства свого чоловіка вона віддалилася від суспільства, охоплена меланхолією після втрати всіх своїх малих дітей. Очевидно, їхні стосунки погіршилися, а її здоров'я продовжувало погіршуватися.
Майже два роки вона залишалася на верхньому поверсі Білого дому, проводячи дні, пишучи листи до свого померлого сина. Вона залишила соціальні справи своїй тітці Еббі Кент-Мінс і своїй близькій подрузі Варіні Девіс, дружині військового міністра Джефферсона Девіса. Пірс вперше офіційно з'явилася як перша леді на новорічному прийомі в 1855 році, а потім працювала господинею Білого дому до кінця терміну повноважень свого чоловіка, який закінчився в 1857 році. 

## Смерть
До 1863 року здоров'я Джейн погіршилося, і Франклін подумав, що їм слід рухатися на північ, сподіваючись, що це покращить її стан. Це не сталося, і Джейн Пірс померла від туберкульозу в Андовері, штат Массачусетс, 2 грудня 1863 року. Її поховали на Старому Північному кладовищі в Конкорді, Нью-Гемпшир; її чоловік був похований поруч із нею після його смерті в 1869 році. 

## Зовнішні посилання
- Лист до Бенджаміна Пірса від Джейн Пірс після смерті Бенджаміна [Архівовано 30 березня 2022 у Wayback Machine.]
- Картина Джейн Пірс
- Джейн Пірс [Архівовано 4 квітня 2022 у Wayback Machine.] на C-SPAN Перші леді: вплив та імідж